# 田川市立鎮西小学校
田川市立鎮西小学校（たがわしりつ ちんぜいしょうがっこう）は、福岡県田川市伊田（いた）に位置する公立の小学校。

## 概要
歴史
1872年（明治5年）に開設された「私塾 伊田塾」を源流とし、1875年（明治8年）にその校舎を継承し、創立されたのが「伊田小学校」である。数回の改組・改称を経て、現校名となったのは、1950年（昭和25年）。2025年（令和7年）に創立150周年を迎える。

校章
中央に校名の略称である「鎮小」の文字（縦書き）を配している。

通学区域
住所表記で田川市の後に「伊加利、城山町、三井平原、城山団地、城山団地県住、中央団地1～4区、芳ヶ谷、白鳥町、南白鳥町、三井鎮西、上伊田東、上伊田西、古賀町」が続く地区。中学校区は田川市立田川東中学校（2023年（令和5年）4月開校）。

## 沿革
前史・私塾
- 1872年（明治5年）8月 - 広畑昇により、馬場に「私塾 伊田塾」が設立される。

本史
- 1875年（明治8年）- 伊田塾の校舎を踏襲し、「第二大区第二小区伊田小学校」（4年制）が創立。
- 1877年（明治10年）- 小学校を伊田三村（上伊田・中伊田・下伊田）に分離。
  - 「上伊田小学校」・「簡易中伊田小学校」・「簡易下伊田小学校」
- 1882年（明治15年）3月 - 上記3校を統合の上、「公立中等伊田小学校」となる。成導寺に校舎を建設し移転。
- 1886年（明治19年）7月 - 小学校令施行により、尋常科（4年制）を設置の上、「尋常伊田小学校」に改称。伊加利に簡易小学校（3年制）を設置。
- 1889年（明治22年）4月 - 町村制施行により、田川郡2村（伊田・伊加利）が合併の上、「伊田村」が発足。
- 1891年（明治24年）5月 - 簡易伊加利小学校を統合。馬場に新校舎が完成し、移転を完了。
- 1892年（明治25年）4月 - 「伊田尋常小学校」に改称。
- 1897年（明治30年）4月 - 伊加利分教場を設置し、尋常科1・2年生を収容。
- 1906年（明治39年）- 隣村と学校組合を組織した上で、香春高等小学校を併設。
- 1907年（明治40年）4月 - 高等科（2年制）を併置の上、「伊田尋常高等小学校」（尋常科4年・高等科2年）に改称。
- 1908年（明治41年）4月 - 改正小学校令により、尋常科（義務教育年限）が4年制から6年制に改められる。このため、前年度併置されたばかりの高等科1年を尋常科5年に、高等科2年を尋常科6年に改め、校名を「伊田尋常小学校」（尋常科6年）に改称。
- 1910年（明治43年）3月 - 伊加利分教場を廃止。
- 1911年（明治44年）9月1日 - 田川准教員養成所が附設される。
- 1912年（明治45年）4月 - 高等小学校を運営する学校組合の解散により、高等科（2年制）を併置の上、「伊田尋常高等小学校」（尋常科6年・高等科2年）に改称。
- 1914年（大正3年）1月1日 - 伊田村が町制施行の上、「伊田町」となる。
- 1923年（大正12年）11月 - 伊田実業補習学校が併設される。
- 1926年（大正15年）9月 - 講堂が完成。
- 1937年（昭和12年）4月 - 伊田渡りに尋常科1～4年生を収容する分教場を設置。
- 1940年（昭和15年）4月 - 「伊田南部尋常高等小学校」・「伊田中部尋常高等小学校[2]」の2校に分離。
- 1941年（昭和16年）4月 - 国民学校令施行により、「伊田南部国民学校」に改称。尋常科を初等科に改める。
- 1943年（昭和18年）11月3日 - 田川郡2町（伊田・後藤寺）の合併により、「田川市」が発足。
- 1947年（昭和22年）
  - 2月 - 給食を開始。
  - 4月1日 - 学制改革が行われる（六・三制の実施）
    - 国民学校初等科は、新制小学校「田川市立伊田南部小学校」に改組・改称。
    - 国民学校高等科は、青年学校普通科とともに、新制中学校「田川市立鎮西中学校」に改組・改称。
- 1950年（昭和25年）4月1日 - 「田川市立鎮西小学校」（現校名）に改称。
- 1953年（昭和28年）- 田川市東区轟尾に2階建て校舎1棟が完成し、生徒の一部が移転。
- 1956年（昭和31年）- 講堂兼屋内体育場が完成。田川市公民館鎮西支館が設置される。
- 1962年（昭和37年）4月 - 特殊学級を設置。

## 交通アクセス
最寄りの鉄道駅
- JR九州 日田彦山線 「田川伊田駅」

最寄りの幹線道路
- 福岡県道453号庄伊田線

## 周辺
- 成道寺公園
- 轟尾運動場
- 轟尾集会所
- 旧・田川市立鎮西中学校（2023年（令和5年）3月末閉校）
- 白鳥神社
- 彦山川

## 参考資料
- 「田川市誌」（1954年（昭和29年）12月1日発行, 田川市）p.352～p.355
- 「田川市史 下巻」（1979年（昭和54年）3月1日発行, 田川市）